# 1972年夏季残疾人奥林匹克运动会加拿大代表团
1972年夏季残疾人奥林匹克运动会加拿大代表团是加拿大派出的1972年夏季残疾人奥林匹克运动会代表团。获得5枚金牌、6枚银牌和5枚铜牌。